# Pelliales
Pelliales är en ordning av växter. Pelliales ingår i klassen Jungermanniopsida, divisionen levermossor och riket växter.
Ordningen innehåller bara familjen Pelliaceae.